# إيدون (إربد)
إيدون أو دينون أو دايون هي قرية أردنية تقع في شمال المملكة الأردنية الهاشمية، من أعمال محافظة إربد. تعتبر إيدون من المدن الرومانية القديمة في الأردن ومن مدن حلف الديكابولس الرومانية.
لدى إيدون أربع مستشفيات رئيسة هي: مستشفى الأمير راشد العسكري، ومستشفى إربد التخصصي، ومستشفى ابن النفيس، ومستشفى راهبات الوردية. كما يوجد فيها عدد من الكليات مثل كلية ابن خلدون، وكلية غرناطة، إضافة إلى أن قسماً كبيراً من جامعة اليرموك موجود ضمن حدودها الجغرافية. وتمتاز إيدون بعد كبير من المحال التجارية والصيدليات ومحال المفروشات والأندية الرياضية والصحية والمقاهي كما أن بها فندقين سياحيين. 

## تاريخ
عُثر في أحيائها القديمة عدد من الأعمدة الرومانية، كما يدل على ذلك الأحجار المستخدمة في مسجد إيدون القديم الذي يعود بناؤه إلى العهود الإسلامية الأولى وما يزال قائماً إلى اليوم.
إيدون هي مدينة «ديون» الرومانية القديمة، إحدى أهم مدن حلف الديكابولس العشر، قال هاردنج: «مدينة دينون هي المدينة الوحيدة من مدن الديكابولس التي لم يحدد مكانها تحديداً قاطعاً، وهناك موقع آخر أقرب إلى إربد هو بلدة» إيدون«، ورغم التقارب بين الاسمين إلا أن موقع إيدون وآثارها توحي بأنها كانت مدينة مهمة».

## الموقع
تقع إيدون جنوب محافظة على ارتفاع 700 متراً تقريباً عن سطح البحر.
تعتبر إيدون مدخل مدينة إربد الرئيسي، فعبرها يمر الطريقان الرئيسيان في المحافظة اللذان يصلان إربد بالعاصمة عمان ومحافظتي جرش وعجلون، كما أن بها «مجمع المواصلات الرئيسي في المحافظة» الذي يعد نقطة الانطلاق باتجاه كافة محافظات المملكة وهو مجمع السفريات الجنوبي أو مجمع عمان.

## الجغرافيا

### المساحة والطبيعة
إيدون من أكبر مناطق محافظة إربد مساحة، تتباين طبيعتها الجغرافية بين الجبال والسهول والوديان، ما أسهم في تنوع محاصيلها الزراعية، وتشتهر أيضاً بسهولها الشرقية، حيث تزرع أنواع الحبوب المختلفة، وكانت بيادر القمح والشعير تنهي العام الكامل دون الانتهاء من جني محاصيلها.

### السكان
يبلغ عدد سكانها 58565 ألف نسمة حسب تعداد السكان والمساكن الذي جرى سنة 2015.

### المناطق
العوامية والماصية والغرابية والحارة الشرقية والغربية والحجوي وأبو العلا وغيرها بما أن فيها من كهوف متعددة ومتصلة.

## أعلام
ينسب إلى إيدون:
- محمد بن يحي الشيخ نجم الدين الإيدوني الدمشقي الشافعي من علماء القرن العشر الهجري. كان خطيباً في جوامع دمشق توفي سنة 985 هـ
- أحمد بن يحيي محي الدين الإيدوني الشافعي، الشيخ الإمام المقرئ المجود، أحد المنعم عليهم يحسن الصوت وجودة القراءات وحسن التأدية كان حسن القراءة يأخذ بمجامع القلوب درس الفقه والتفسير والتلاوة على علمائها بدمشق تعلم الفارسية، ودرس بالأموي وولي إمامته توفي سنة 978 هـ.
- الشيخ أحمد بن أحمد بن محمد بن تقي الدين الإيدوني الشافعي أخذ الفقه عن علمائه بدمشق، كان عالماً عاملاً ديناً خاشعاً لله، وكان الناس يقصدون إمامته لحسن صوت قراءته توفي في دمشق سنة 998 هـ.

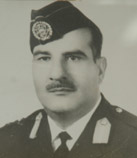
اللواء قاسم باشا الناصر من إيدون

- اللواء قاسم باشا الناصر من إيدوناللواء قاسم الناصر (1925-2007) أول مدير عام للدفاع المدني الأردني، أحد أعيان #عشير_الخصاونة في الأردن ومن الضباط اللامعين وكبار العسكريين وأحد أبطال معارك الجيش العربي الأردني على أرض فلسطين في العام 1948،  نائب رئيس حركة الضباط الأحرار الأردنيين في خمسينيات القرن العشرين. كرمته بلدية إربد بتسمية الميدان الواقع أمام مستشفى الأمير راشد العسكري بإسمه تكريما له وتخليدا لذكراه.

## معرض صور

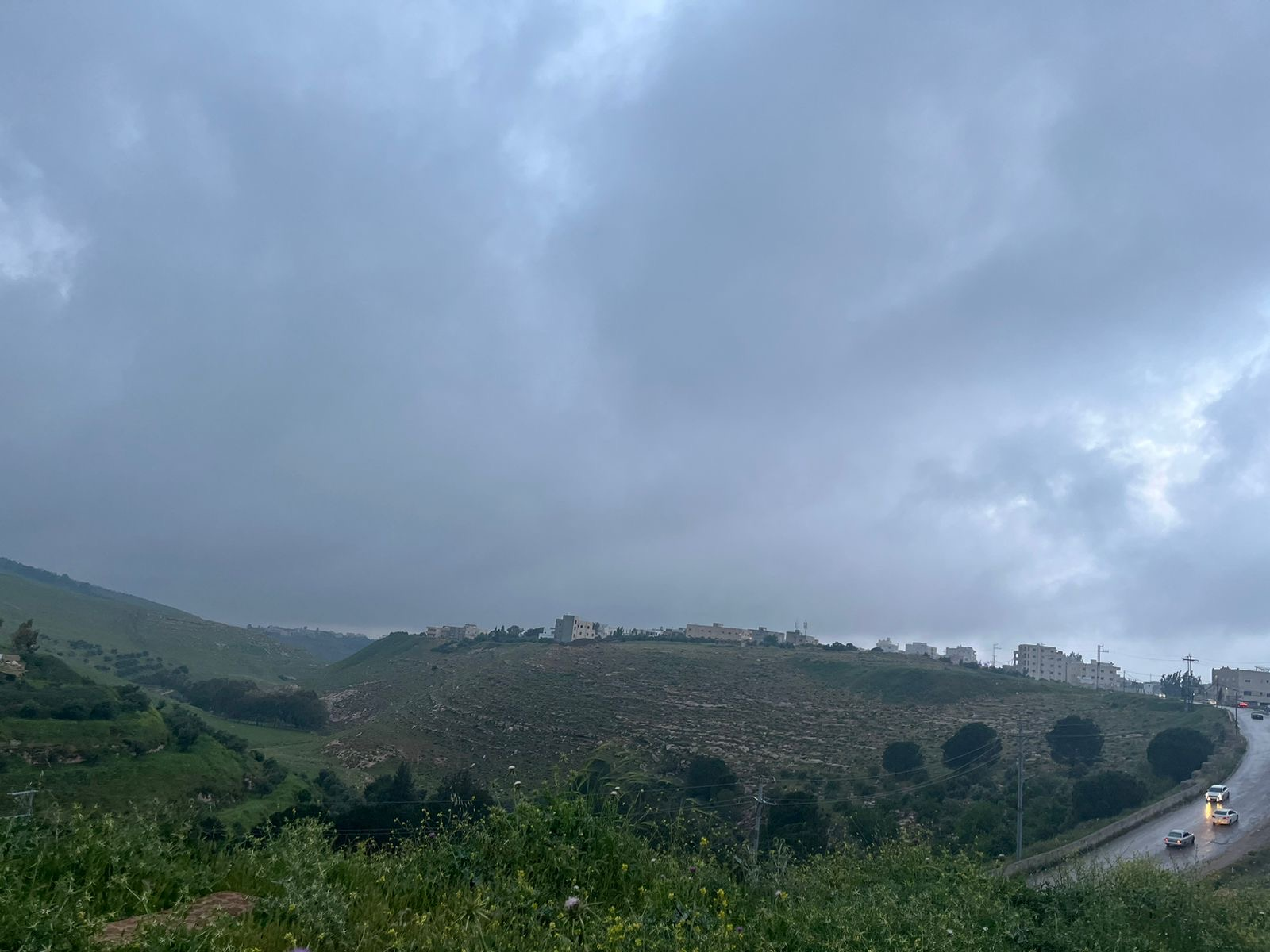
منطقة ايدون محافظة اربد في الاردن
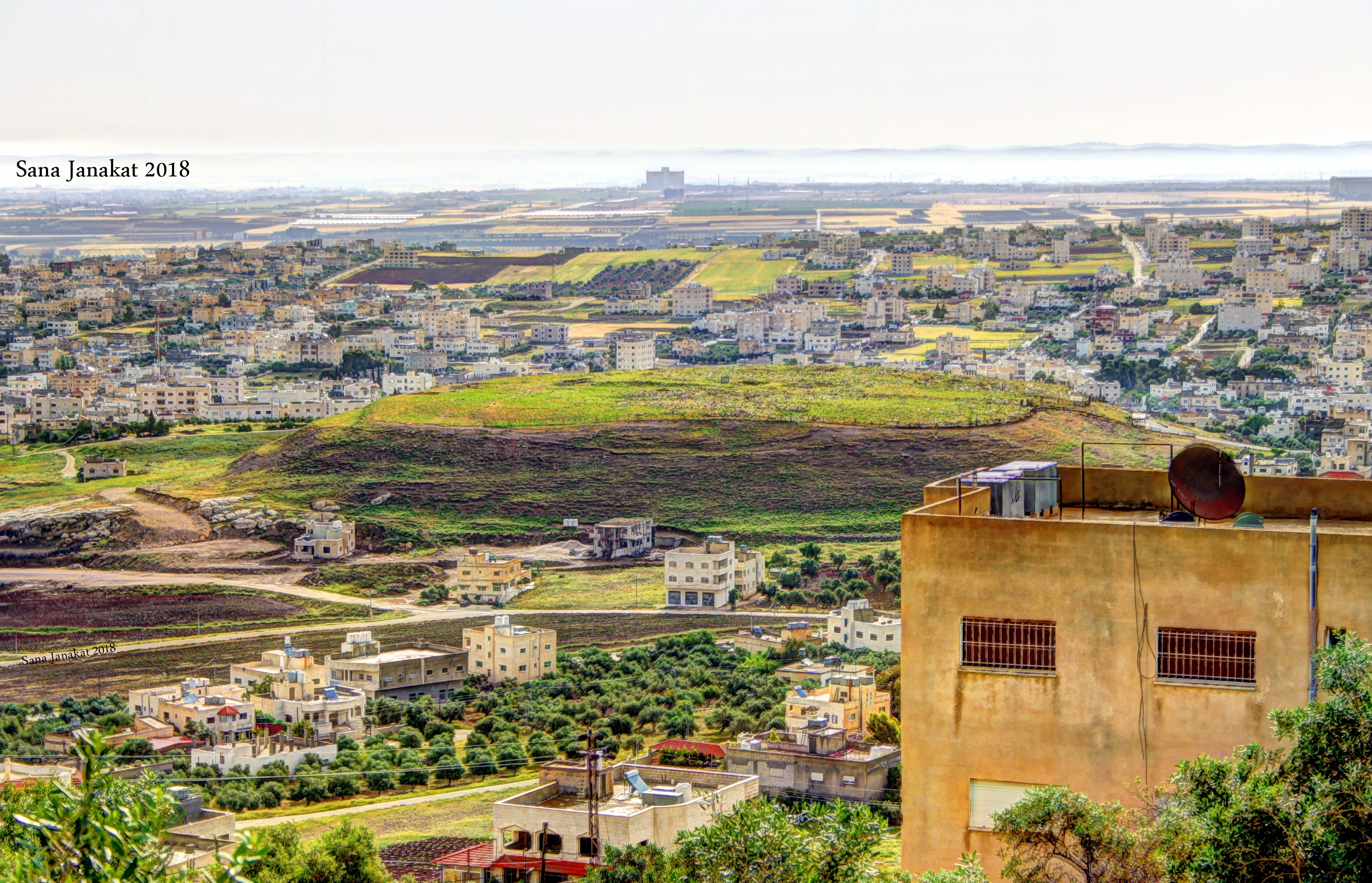
تلة الحصن في محافظة اربد شمال الأردن
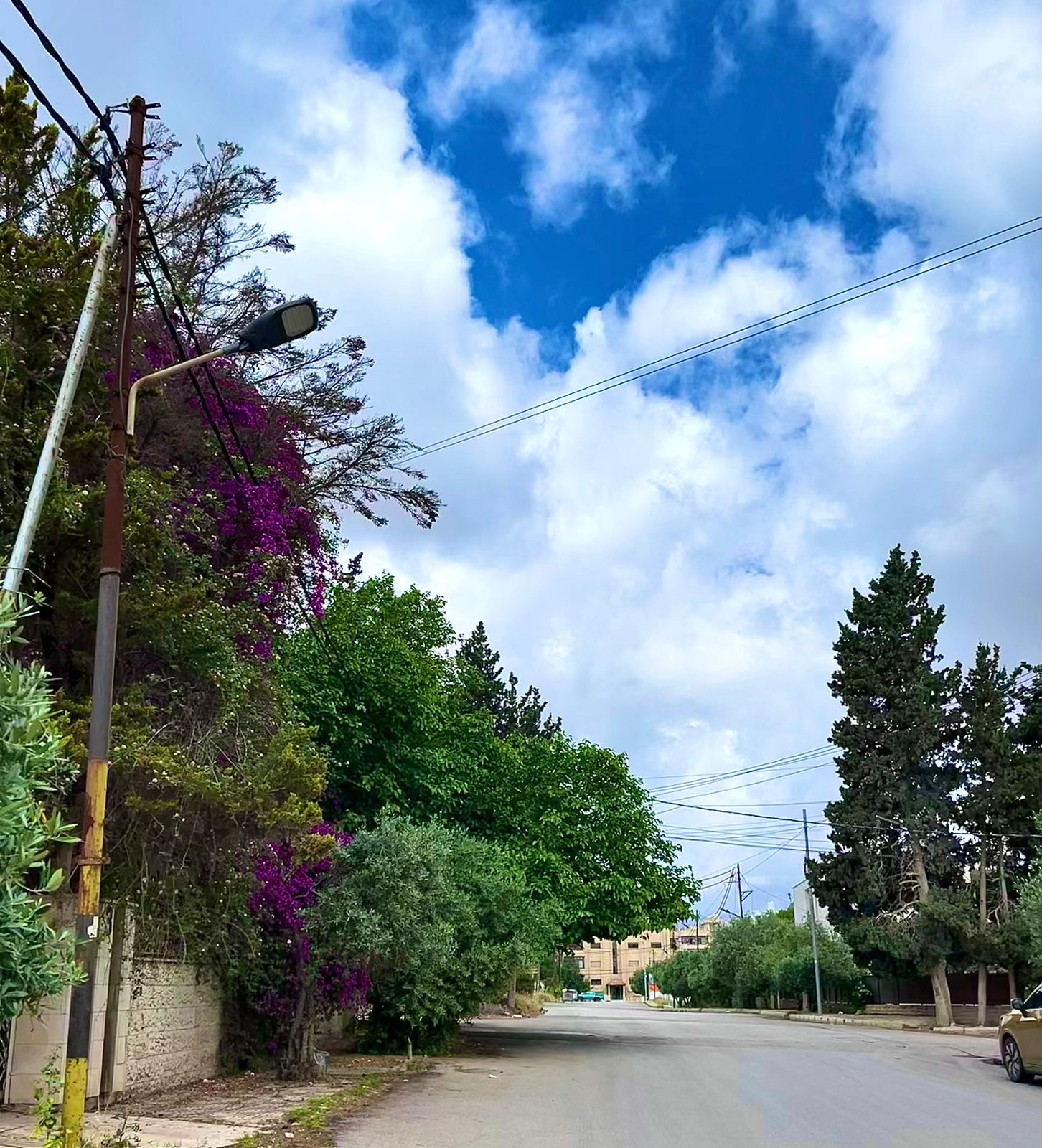
أشجار في إربد منطقه إيدون الأردن
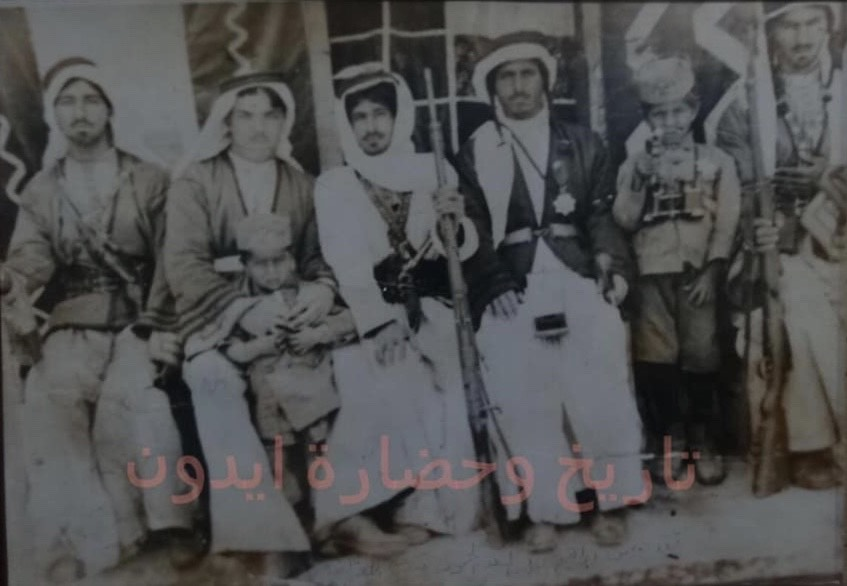
صورة قديمة لعشيرة الخصاونة، إيدون 1919م